# Dirphiella
Dirphiella is een geslacht van vlinders van de familie nachtpauwogen (Saturniidae), uit de onderfamilie Hemileucinae.

## Soorten
- D. albofasciata (Johnson & Michener, 1948)
- D. niobe (Lemaire, 1978)
- D. taylori (Donahue & Lemaire, 1975)